# 張表
張 表（ちょう ひょう、? - 261年以前）は、中国三国時代の蜀漢の政治家。字は伯達。益州蜀郡の人。父は張粛あるいは張松。

## 生涯
家系に関しては張粛の子とする記述と、張松の子とする記述の二つが存在する（『益部耆旧伝』では張粛の子。『華陽国志』では張松の子）。
若い頃から楊戯たちとともに名を知られていた。礼儀正しく風貌が立派であり、清廉な人柄で人々から信頼を受けた。後に尚書に昇り、庲降都督・後将軍となった（楊戯伝）。
馬忠の後任として庲降都督に就き、名声は馬忠を上回った。しかし、威厳・功績においては馬忠に及ばなかったという（馬忠伝）。
楊戯に先立って死去した（楊戯伝）。